# دانشگاه آمریکایی بلغارستان

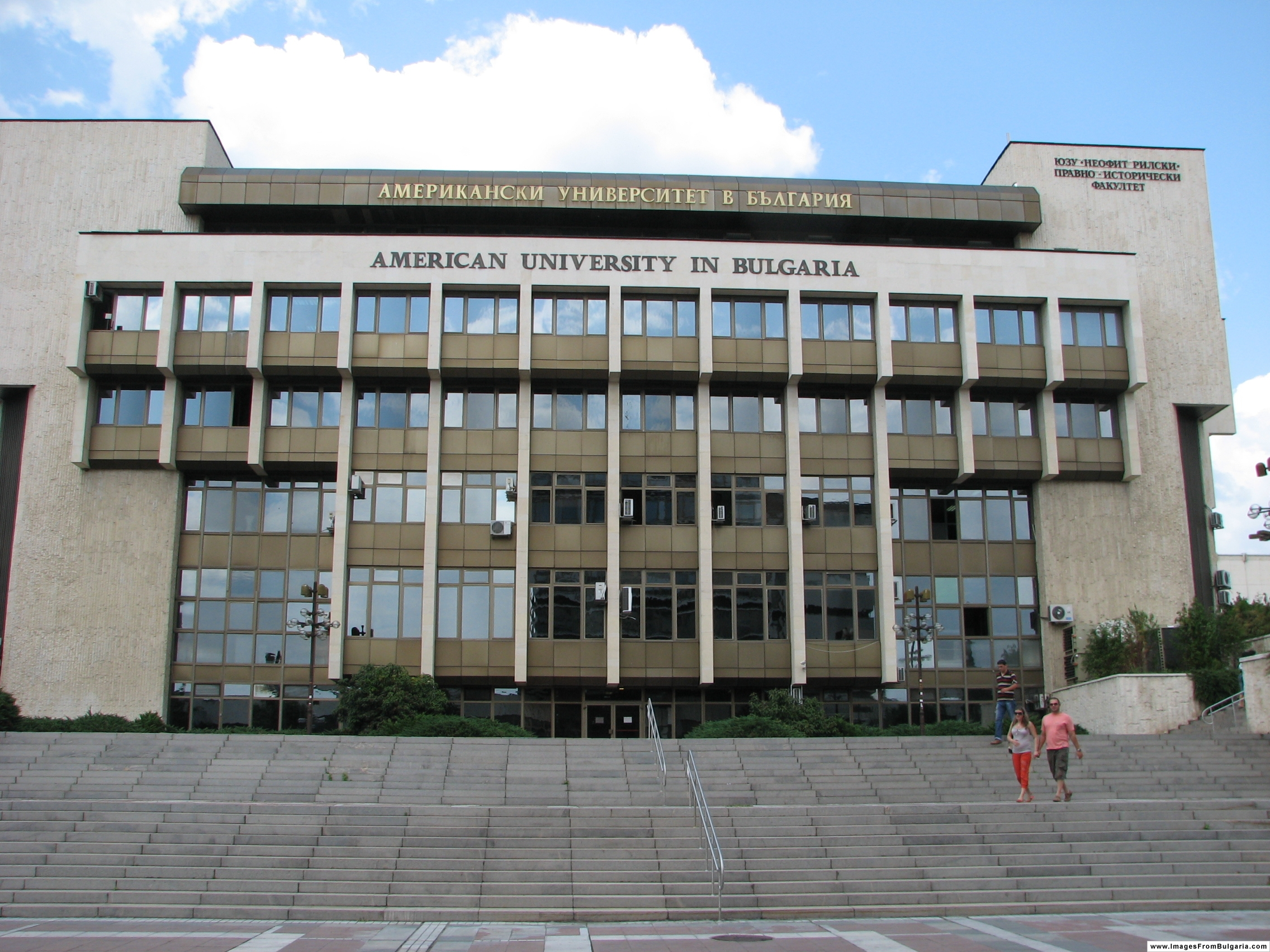

دانشگاه آمریکایی بلغارستان (به انگلیسی: American University in Bulgaria)، دانشگاهی آمریکایی است که در سال ۱۹۹۱ میلادی در شهر بلاگوگراد در جنوب صوفیه در بلغارستان تأسیس شد.
این دانشگاه ۱۱۰۰ دانشجو، و دروس دانشگاهی در این دانشگاه به زبان انگلیسی تدریس می‌شوند.